# Asplenium chocoensis
Asplenium chocoensis là một loài dương xỉ trong họ Aspleniaceae. Loài này được Triana ex Mett. mô tả khoa học đầu tiên năm 1864.
Danh pháp khoa học của loài này chưa được làm sáng tỏ. 